# NGC 2891
NGC 2891 је елиптична галаксија у сазвежђу Компас која се налази на NGC листи објеката дубоког неба.
Деклинација објекта је - 24° 46' 58" а ректасцензија 9h 26m 56,6s. Привидна величина (магнитуда) објекта NGC 2891 износи 12,5 а фотографска магнитуда 13,5. NGC 2891 је још познат и под ознакама ESO 498-8, MCG -4-23-3, PGC 26794.